# Goalball nos Jogos Paralímpicos de Verão de 2020
As competições de goalball nos Jogos Paralímpicos de Verão de 2020 foram disputadas entre 25 de agosto e 3 de setembro de 2021 na Makuhari Messe, em Tóquio, Japão. Foram cerca de 120 atletas, divididos em 20 times, sendo 10 equipes masculinas e 10 femininas.

## Qualificação

### Masculino
| Qualificação                         | Data                                 | Sede         | Vagas | Qualificados                              |
| ------------------------------------ | ------------------------------------ | ------------ | ----- | ----------------------------------------- |
| Anfitrião                            | 7 de setembro de 2013                | Buenos Aires | 1     | Japão (JPN)                               |
| Copa do Mundo da IBSA de 2018        | 3–8 de junho de 2018                 | Malmö        | 3     | Bélgica (BEL) Brasil (BRA) Alemanha (GER) |
| Jogos Mundiais da IBSA de 2019       | 29 de junho – 9 de julho de 2019     | Fort Wayne   | 2     | Lituânia (LTU) Turquia (TUR)              |
| Campeonato Europeu de 2019           | 5–14 de outubro de 2019              | Rostock      | 1     | Ucrânia (UKR)                             |
| Jogos Parapan-Americanos de 2019     | 23 de agosto – 1 de setembro de 2019 | Lima         | 1     | Estados Unidos (USA)                      |
| Campeonato Asiático/Pacífico de 2019 | 5–11 de dezembro de 2019             | Tóquio       | 1     | China (CHN)                               |
| Campeonato Africano de 2020          | 28 de fevereiro – 6 de março de 2020 | Port Said    | 1     | Argélia (ALG)                             |
| Total                                |                                      |              | 10    |                                           |

### Feminino
| Qualificação                         | Data                                 | Sede         | Vagas | Qualificados                         |
| ------------------------------------ | ------------------------------------ | ------------ | ----- | ------------------------------------ |
| Anfitrião                            | 7 de setembro de 2013                | Buenos Aires | 1     | Japão (JPN)                          |
| Copa do Mundo da IBSA de 2018        | 3–8 de junho de 2018                 | Malmö        | 3     | Brasil (BRA) RPC (RPC) Turquia (TUR) |
| Jogos Mundiais da IBSA de 2019       | 29 de junho – 9 de julho de 2019     | Fort Wayne   | 2     | Austrália (AUS) Canadá (CAN)         |
| Campeonato Europeu de 2019           | 5–14 de outubro de 2019              | Rostock      | 1     | Israel (ISR)                         |
| Jogos Parapan-Americanos de 2019     | 23 de agosto – 1 de setembro de 2019 | Lima         | 1     | Estados Unidos (USA)                 |
| Campeonato Asiático/Pacífico de 2019 | 5–11 de dezembro de 2019             | Tóquio       | 1     | China (CHN)                          |
| Campeonato Africano de 2020          | 28 de fevereiro – 6 de março de 2020 | Port Said    | 1     | Egito (EGY)                          |
| Total                                |                                      |              | 10    |                                      |

## Medalhistas

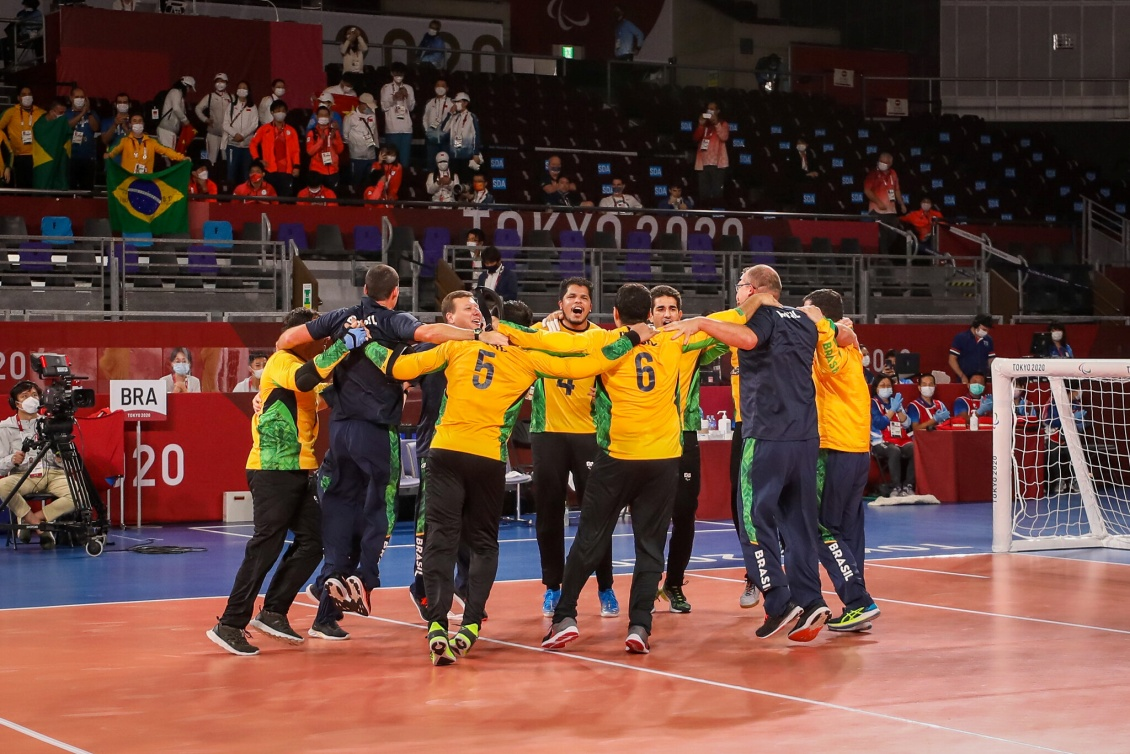
Comemoração da Seleção Brasileira após a conquista da medalha de ouro no torneio masculino.

| Evento               | Ouro        | Prata              | Bronze       |
| -------------------- | ----------- | ------------------ | ------------ |
| Masculino (Detalhes) | BRA Brasil  | CHN China          | LTU Lituânia |
| Feminino (Detalhes)  | TUR Turquia | USA Estados Unidos | JPN Japão    |